# Otto Felsing (Schriftsteller)
Conrad Robert Otto Felsing (* 12. Januar 1854 in Berlin; † 1920 ebd.) war ein deutscher Schriftsteller.

## Leben
Felsing ging in Berlin zur Schule und studierte ab 1872 in Halle und ab 1874 in Jena Philologie, Kunst- und Literaturgeschichte, speziell englische Literatur. Er unternahm 1875 eine Studienreise nach England und trat nach der Rückkehr 1876 in die Redaktion der Saalezeitung in Halle ein, die er jedoch bald wieder verließ, um seinen Militärdienst zu leisten. 1878 ging er nach Braunschweig, wo er Redakteur des Braunschweiger Tageblatt war, bis er 1885 als Redakteur der Berliner Presse nach Berlin übersiedelte. In Schöneberg heiratete er 1887 in zweiter Ehe die Schriftstellerin Helene Pichler geb. Trenkner, die 1906 verstarb. In den 1890er Jahren machte er Reisen nach Afrika, wo er den Stoff für seine Bücher fand.

## Werk
Felsing war bekannt für seine kolonialistischen Abenteuerromane, durch die er die Jugend für die deutschen Kolonien begeistern wollte. Die mit nationalistischen Tendenzen geschriebenen Bücher erschienen jährlich an Weihnachten und waren im Hochpreissegment angesiedelt. Sie richteten sich dadurch an besserverdienende Beamte und Offiziere.
Zu seinen Werken gehören:
- 1895: Sturmvogel (Fahrten und Abenteuer in der Südsee)
- 1901: Der blaue Diamant
- 1902: Rote Männer in Ruanda
- 1903: Mit Büchse und Falle (Kriegs- und Jagdzüge durch Kamerun zum Tschadsee)
- 1904: Gerd Janssens Chinafahrten
- 1905: Die goldene Schlange
- 1906: Professor Robinson
- 1907: Gefahrvolle Fahrten[2]
- 1908: In Sturm und Wettern
- 1910: Wilde Gewalten
- 1911: Der Rächer
- 1912: Von der Schulbank an Deck
- 1912: Die Korsaren vom Roten Meer